# Tour de la Communauté valencienne
Le Tour de la Communauté valencienne (officiellement Volta a la Comunitat Valenciana) est une course cycliste par étapes espagnole organisée dans la Communauté valencienne en Espagne. À sa création en 1929, il s'appelle Tour du Levant (Vuelta a Levante). Il prend ensuite le nom de Tour de la région de Valence en 1979, puis de Tour des Trois Provinces de 1980 à 1983. Le Tour n'est plus organisé entre 2008 et 2015. L'édition 1996 est marquée par une échappée de sept coureurs (dont 5 membres de l'équipe Once) sur la première étape, qui se joue la victoire avec 11 minutes d'avance sur le peloton.
Il fait partie de l'UCI Europe Tour dans la catégorie 2.1 de 2005 à 2019.
La course réapparaît en 2016, après sept années d'absence. En 2019, une épreuve féminine est créée sous la forme d'une course cycliste d'un jour.
La course fait partie de la Coupe d'Espagne depuis 2019. En 2020, elle intègre l'UCI ProSeries, le deuxième niveau du cyclisme international.

## Palmarès
| Année                             | Vainqueur                     | Deuxième                    | Troisième                |
| Tour du Levant                    |                               |                             |                          |
| --------------------------------- | ----------------------------- | --------------------------- | ------------------------ |
| 1929                              | Salvador Cardona              | Valeriano Riera             | Joan Mateu Ribé          |
| 1930                              | Mariano Cañardo               | José Maria Sans             | Joan Mateu Ribé          |
| 1931                              | Federico Ezquerra             | Valeriano Riera             | Marià Cañardo            |
| 1932                              | Ricardo Montero               | Mariano Cañardo             | Antonio Escuriet         |
| 1933                              | Antonio Escuriet              | Emiliano Álvarez            | Federico Ezquerra        |
| 1934-1939                         | Pas de course                 | Pas de course               | Pas de course            |
| 1940                              | Federico Ezquerra             | Diego Cháfer                | Antonio Escuriet         |
| 1941                              | Pas de course                 | Pas de course               | Pas de course            |
| 1942                              | Julián Berrendero             | Fermo Camellini             | Diego Cháfer             |
| 1943                              | Antonio Andrés Sancho         | Julián Berrendero           | Isidro Bejarano          |
| 1944                              | Antonio Martín                | Vicente Miró                | Delio Rodríguez          |
| 1945-1946                         | Pas de course                 | Pas de course               | Pas de course            |
| 1947                              | Joaquín Olmos                 | Agustín Miró                | Juan Gimeno              |
| 1948                              | Emilio Rodríguez              | Ricardo Ferrándiz           | Juan Gimeno              |
| 1949                              | Joaquim Filba                 | Mateu Alemany               | Antonio Sánchez Belando  |
| 1950-1953                         | Pas de course                 | Pas de course               | Pas de course            |
| 1954                              | Salvador Botella              | Vicente Iturat              | Bernardo Ruiz            |
| 1955                              | Francisco Masip               | Mariano Corrales            | José Segú                |
| 1956                              | René Marigil                  | Antonio Bertrán             | José Escolano Sanchez    |
| 1957                              | Bernardo Ruiz                 | Salvador Botella            | Andrés Trobat            |
| 1958                              | Hilaire Couvreur              | Juan Escolá                 | Julio San Emeterio       |
| 1959                              | Rik Van Looy                  | Edgard Sorgeloos            | Gilbert Desmet           |
| 1960                              | Fernando Manzaneque           | Francisco Moreno            | Jesús Galdeano           |
| 1961                              | Salvador Botella              | Joaquim Barceló             | Gabriel Mas              |
| 1962                              | Fernando Manzaneque           | Antonio Bertrán             | José Martín Colmenarejo  |
| 1963                              | José Martín Colmenarejo       | Raúl Rey                    | Esteban Martín           |
| 1964                              | Antonio Gómez del Moral       | Antonio Barrutia            | Eusebio Vélez            |
| 1965                              | José Pérez Francés            | José Suria                  | Sebastián Elorza         |
| 1966                              | Angelino Soler                | José Antonio Momeñe         | Josep Surià              |
| 1967                              | José Pérez Francés            | Angelino Soler              | Eugenio Lisarde          |
| 1968                              | Mariano Díaz                  | Andrés Gandarias            | Daniel Varela            |
| 1969                              | Eddy Merckx                   | José Manuel López Rodríguez | Gabriel Mascaró          |
| 1970                              | Ventura Díaz                  | Jesús Manzaneque            | Joaquim Galera           |
| 1971                              | José Manuel López Rodríguez   | Luis Ocaña                  | Juan Zurano              |
| 1972                              | Domingo Perurena              | Santiago Lazcano            | Tino Tabak               |
| 1973                              | José Antonio González Linares | José Manuel Fuente          | José Luis Abilleira      |
| 1974                              | Marcello Bergamo              | José Luis Abilleira         | Pedro Torres             |
| 1975                              | Vicente López Carril          | Santiago Lazcano            | Nemesio Jiménez          |
| 1976                              | Gonzalo Aja                   | José Luis Viejo             | Joaquim Agostinho        |
| 1977                              | Bernt Johansson               | René Leuenberger            | Custodio Mazuela         |
| 1978                              | Pas de course                 | Pas de course               | Pas de course            |
| Tour de la région de Valence      |                               |                             |                          |
| 1979                              | Vicente Belda                 | Bernardo Alfonsel           | Eulalio García Pereda    |
| Tour des Trois Provinces          |                               |                             |                          |
| 1980                              | Klaus-Peter Thaler            | Eduardo Chozas              | Jordi Fortià             |
| 1981                              | Alberto Fernández Blanco      | Pedro Muñoz                 | Antonio Coll             |
| 1982                              | Pedro Muñoz                   | Faustino Rupérez            | Bernardo Alfonsel        |
| 1983                              | Reimund Dietzen               | Stefan Mutter               | Julián Gorospe           |
| Tour de la Communauté valencienne |                               |                             |                          |
| 1984                              | Bruno Cornillet               | Pello Ruiz Cabestany        | Ángel Camarillo          |
| 1985                              | Jesús Blanco Villar           | Frits Pirard                | Sean Kelly               |
| 1986                              | Bernard Hinault               | Jesús Blanco Villar         | Jörg Müller              |
| 1987                              | Stephen Roche                 | Jesús Blanco Villar         | Julián Gorospe           |
| 1988                              | Erich Maechler                | Julián Gorospe              | Jesús Blanco Villar      |
| 1989                              | Pello Ruiz Cabestany          | Remig Stumpf                | Charly Mottet            |
| 1990                              | Tom Cordes                    | Erich Maechler              | Rolf Gölz                |
| 1991                              | Melchor Mauri                 | Steven Rooks                | Peter Hilse              |
| 1992                              | Melchor Mauri                 | Erik Breukink               | Andrea Chiurato          |
| 1993                              | Julián Gorospe                | Stefano Della Santa         | Miguel Indurain          |
| 1994                              | Viatcheslav Ekimov            | Miguel Indurain             | Tony Rominger            |
| 1995                              | Alex Zülle                    | Laurent Jalabert            | Abraham Olano            |
| 1996                              | Laurent Jalabert              | Íñigo Cuesta                | Mariano Rojas            |
| 1997                              | Juan Carlos Domínguez         | Armand de Las Cuevas        | Christophe Moreau        |
| 1998                              | Pascal Chanteur               | Bo Hamburger                | Santos González          |
| 1999                              | Alexandre Vinokourov          | Wladimir Belli              | Javier Pascual Rodríguez |
| 2000                              | Abraham Olano                 | Juan Carlos Domínguez       | José Alberto Martínez    |
| 2001                              | Fabian Jeker                  | Michael Boogerd             | Alexandre Vinokourov     |
| 2002                              | Alex Zülle                    | Ivan Basso                  | Claus Michael Møller     |
| 2003                              | Dario Frigo                   | David Bernabéu              | Javier Pascual Llorente  |
| 2004                              | Alejandro Valverde            | Antonio Colom               | David Blanco             |
| 2005                              | Alessandro Petacchi           | Aitor Pérez Arrieta         | Antonio Colom            |
| 2006                              | Antonio Colom                 | Ricardo Serrano             | David Bernabéu           |
| 2007                              | Alejandro Valverde            | Tadej Valjavec              | Fränk Schleck            |
| 2008                              | Rubén Plaza                   | Manuel Vázquez              | Xavier Florencio         |
| 2009-2015                         | Pas de course                 | Pas de course               | Pas de course            |
| 2016                              | Wout Poels                    | Luis León Sánchez           | Beñat Intxausti          |
| 2017                              | Nairo Quintana                | Ben Hermans                 | Manuel Senni             |
| 2018                              | Alejandro Valverde            | Luis Leon Sanchez           | Jakob Fuglsang           |
| 2019                              | Ion Izagirre                  | Alejandro Valverde          | Peio Bilbao              |
| 2020                              | Tadej Pogačar                 | Jack Haig                   | Tao Geoghegan Hart       |
| 2021                              | Stefan Küng                   | Nélson Oliveira             | Enric Mas                |
| 2022                              | Aleksandr Vlasov              | Remco Evenepoel             | Carlos Rodríguez         |
| 2023                              | Rui Costa                     | Giulio Ciccone              | Tao Geoghegan Hart       |
| 2024                              | Brandon McNulty               | Santiago Buitrago           | Aleksandr Vlasov         |
| 2025                              | Santiago Buitrago             | João Almeida                | Pello Bilbao             |

## Statistiques
| Victoires | Coureur             | Pays    | Années             |
| --------- | ------------------- | ------- | ------------------ |
| 3         | Alejandro Valverde  | Espagne | 2004, 2007 et 2018 |
| 2         | Federico Ezquerra   | Espagne | 1931 et 1940       |
| 2         | Salvador Botella    | Espagne | 1954 et 1961       |
| 2         | Fernando Manzaneque | Espagne | 1960 et 1962       |
| 2         | José Perez Frances  | Espagne | 1965 et 1967       |
| 2         | Melchor Mauri       | Espagne | 1991 et 1992       |
| 2         | Alex Zülle          | Suisse  | 1995 et 2002       |

| Victoires | Pays                                                            |
| --------- | --------------------------------------------------------------- |
| 46        | Espagne                                                         |
| 5         | Suisse                                                          |
| 4         | France                                                          |
| 3         | Allemagne - Belgique - Italie                                   |
| 2         | Colombie - Pays-Bas - Russie                                    |
| 1         | Irlande - Kazakhstan - Slovénie - Suède - Portugal - États-Unis |